# أحمد ضياء
أحمد ضياء (مواليد 8 يوليو 1983) لاعب كرة قدم إماراتي يجيد اللعب في خط الوسط.وحصل على درجة الماجستير في القانون الرياضي من الجامعة الأمريكية في الإمارات بتقدير امتياز.
وبعد اعتزاله، أصبح خبيرًا فنيًا ومحللًا رياضيًا في الصحف المحلية، يشارك بتحليلاته لمباريات دوري أدنوك.

## الاندية التي لعب معها
- الشارقة
- الإمارات[2]
- اتحاد كلباء
- الظفرة
- دبي
- الخليج
- حتا
- رأس الخيمة

- مليحة (كرة صالات)